# Shumpei Uto
Shumpei Uto (Japón, 1 de diciembre de 1918) fue un nadador japonés especializado en pruebas de estilo libre, donde consiguió ser subcampeón olímpico en 1936 en los 400 metros.
Falleció en los años 2010.

## Carrera deportiva
En los Juegos Olímpicos de Berlín 1936 ganó la medalla de plata en los 400 metros estilo libre, con un tiempo de 4:45.6 segundos; y el bronce en los 1500 metros libre, con un tiempo de 19:34 segundos, tras el también japonés Noboru Terada y el estadounidense Jack Medica.